# Auriculigerina
Auriculigerina is een geslacht van weekdieren uit de klasse van de Gastropoda (slakken).

## Soort
- Auriculigerina miranda Dautzenberg, 1925